# Наримановский Лог
Наримановский Лог (устар. Чивеля) — река в России, протекает по территории Ханты-Мансийского района Ханты-Мансийского автономного округа. Устье реки находится в 19 км по правому берегу реки Назым. Длина реки — 11 км.
Вблизи устья располагается заимка Нариманово.
Система водного объекта: Назым → Обь → Карское море.

## Данные водного реестра
По данным государственного водного реестра России относится к Верхнеобскому бассейновому округу, водохозяйственный участок реки — Обь от города Нефтеюганск до впадения реки Иртыш, речной подбассейн реки — Обь ниже Ваха до впадения Иртыша. Речной бассейн реки — (Верхняя) Обь до впадения Иртыша. Код водного объекта 13011100212115200051625.